# 광남초등학교 (충남)
광남초등학교는 대한민국 충청남도 홍성군 광천읍 옹암리에 있었던 공립 초등학교이다.

## 학교 연혁
- 1970년 5월 18일 : 개교
- 2014년 3월 1일 : 폐교[1]